# Diane Stolojan
Diane Stolojan (* 25. November 1957 in Paris) ist eine französische Schauspielerin.

## Leben
Stolojan spielt seit 1979 in Film und Fernsehen, ihr Schaffen umfasst rund 40 Produktionen. Zuletzt trat sie schauspielerisch 2019 in Erscheinung.
Sie war von 1992 bis 1995 mit dem Schauspieler Sky du Mont verheiratet, mit dem sie einen gemeinsamen Sohn hat.

## Filmografie

### Kinofilme
- 1988: Der Vulkan
- 1998: Le créateur
- 1999: Une pour toutes, toutes pour une
- 2005: Antonio Vivaldi, un prince à Venise
- 2006: Le cœur des hommes n°2
- 2007: Comme ton père
- 2008: Pour elle
- 2009: Les nuits de Sister Welsh
- 2009: Pièce Montée
- 2010: À bout portant
- 2011: L’Exercice de L’État

### Fernsehen
- 1978: C’est pas sérieux – Regie: P. Galardi
- 1978: L’Accident – Regie: A. Isker
- 1978: Les Moyens du bord – Regie: Bernard Toublanc-Michel
- 1979: Les Aventures d’Yvon Dikkebusch – Regie: M. Failvic (TV)
- 1979: Salut champion – Regie: S. Freidman (Fernsehserie, Folge: Les plus beaux jeux de notre vie)
- 1980: Tödliches Geheimnis – Regie: Herbert Wise (Fernsehserie in 4 Folgen)
- 1981: Wettlauf nach Bombay (La nouvelle malle des Indes) – Regie: Christian-Jaque, Mini-Fernsehserie
- 1981: Lorelei – Regie: Jacques Doniol-Valcroze (TV)
- 1984, 1988: Die Wiesingers – Regie: Bernd Fischerauer (TV-Serie, 16 Folgen)
- 1983: Vichy Dancing – Regie: L. Keigel
- 1984: The Shillingsbury Twins – Regie: Val  Guest
- 1985: Der Prins muss her – Regie: Michael Mackenroth
- 1985: Eine Klasse für sich – Regie: Frank Strecker (Fernsehserie)
- 1986: Roncalli – Regie: Michael Mackenroth (Fernsehserie in 4 Folgen)
- 1986–87: Losberg – Regie: T. Engel, K. Hercher, D. Kehler, W. Teichert (Fernsehserie in 52 Folgen)
- 1989: Stahlkammer Zürich – Regie: Peter Fratzscher (TV-Serie, Folge Tote erben nicht)
- 1990: Der Alte – Regie: Günter Gräwert (Fernsehserie, Folge Er war nie ein Kavalier)
- 1991: Eurocops – Regie: Kaspar Heidelbach (TV-Serie, Folge Zocker)
- 1991–92: Bon Courage,  Bildungsprogramm in 39 Folgen zum Französischlernen
- 1993: Lutz & Hardy – Regie: Lutz Büscher (Fernsehserie, Folge Schräge Vögel)
- 1993: Sonntag & Partner – Regie: B. Stephan (Fernsehserie), Folge 10
- 1997: Baldy – Regie: C. d’Anna (Fernsehserie, Folge La voleuse d’amour)
- 1999: Schlosshotel Orth – Regie: Karl Kases (TV-Serie, Folge Eine neue Chance)
- 1999: Das blaue Fahrrad (La bicyclette bleue) – Regie: Thierry Binisti
- 2000: Divorce – Regie: O.Guignard (TV-Serie, Folge Perdu de vue)
- 2000: Lycée Corbière – Regie: V. Marano (TV-Serie, Folge Harcèlement)
- 2001: La vie devant nous – Regie: X. Castano (Fernsehserie)
- 2004: Nos vies rêvées – Regie: Fabrice Cazeneuve (TV)
- 2006: Jeanne Poisson, marquise de Pompadour – Regie: Robin Davis (TV)
- 2006: Josephine ange gardien – Regie: Laurent Lévy (TV-Serie, Folge Remue ménage)
- 2007: Fais pas ci, fais pas ça – Regie: Ivan Radkine  (Fernsehserie) Folge 12
- 2007: Versailles, le rêve d’un roi – Regie: Thierry Binisti (TV)
- 2008: Monsieur Jean – Regie: Pascal Moret
- 2008: Rien dans les poches – Regie: Marion Vernoux
- 2013: Falco (TV-Serie, 1 Folge)
- 2015: Büro der Legenden (Le bureau des légendes, TV-Serie, 1 Folge)

## Theater
- Le cirque en Laponie par le cirque Messidor - Mme Loyal
- TOA von Sacha Guity - Léonard Cobian - Rolle: Françoise
- POETIQUE textes sacrés, von D. Leverd von der Abtei de Fontevraud
- Le Dialogue des Carmélites von Georges Bernanos - D. Leverd - Rolle: Sœur Félicité
- Isabelle et le Pélican von Marcel Frank - J. d’Aubrac - Rolle: Isabelle
- VOLTAIRE von J. d’Aubrac - J. d’Aubrac - Rolle: Mademoiselle de Chambonin
- La guerre de Troie n’aura pas lieu von J.Giraudoux - B. d’Espouy - Rolle: Andromaque